# داني كارلوس
داني كارلوس (بالبرتغالية: Danni Carlos‏) هي مغنية وملحنة وكاتبة غنائية برازيلية، ولدت في 2 يوليو 1975 في ريو دي جانيرو في البرازيل.

## وصلات خارجية
- داني كارلوس على موقع IMDb (الإنجليزية)
- داني كارلوس على موقع ميوزك برينز (الإنجليزية)
- داني كارلوس على موقع قاعدة بيانات الفيلم (الإنجليزية)